# Пиленхофен
Пиленхофен (нем. Pielenhofen) — община в Германии, в земле Бавария.
Подчиняется административному округу Верхний Пфальц. Входит в состав района Регенсбург. Подчиняется управлению Пиленхофен-Вольфзег. Население составляет 1414 человек (на 31 декабря 2010 года). Занимает площадь 13,25 км².

## Население
По оценке на 31 декабря 2015 года население общины Пиленхофен составляет 1534 чел. 

| Дата      | 1840 | 1871 | 1900 | 1925 | 1939 | 1950 | 1961 | 1970 | 1987 | 2011 |
| --------- | ---- | ---- | ---- | ---- | ---- | ---- | ---- | ---- | ---- | ---- |
| Население | 749  | 890  | 816  | 863  | 867  | 1131 | 995  | 1051 | 1060 | 1404 |

| Год       | 1960 | 1970 | 1980 | 1990 | 2000 | 2009 | 2010 | 2011 | 2012 | 2013 | 2014 | 2015 |
| --------- | ---- | ---- | ---- | ---- | ---- | ---- | ---- | ---- | ---- | ---- | ---- | ---- |
| Население | 886  | 1039 | 929  | 1070 | 1162 | 1433 | 1414 | 1419 | 1433 | 1465 | 1494 | 1534 |

## Города-побратимы
- Креси-ла-Шапель (Франция)